# Scifì
Scifì (Scifì in siciliano) è l'unica frazione  di Forza d'Agrò, comune italiano della città metropolitana di Messina in Sicilia.
Il nome, secondo alcuni studiosi, si farebbe derivare dalla parola greca skiufos, che significa tazza, cioè "coppa, vaso da bere", poiché il sito in cui sorge ha proprio la conformazione di una conca, mentre in epoca romana  il nome sarebbe divenuto scyphus.
L'attività prevalente esercitata è quella agricola, con la coltura di agrumi, ulivi, vigneti e alberi da frutta.
La chiesa di Sant'Alfio è stata costruita nella seconda metà degli anni cinquanta, in modo da consentire alla popolazione di poter assistere e partecipare alle funzioni religiose.
Particolarmente sentita e partecipata è la festa dei santi Alfio, Cirino e Filadelfo.
Nei pressi, sulla sponda opposta della fiumara d'Agrò, sorge la Chiesa dei Santi Pietro e Paolo d'Agrò, nel territorio del comune di Casalvecchio Siculo.

## Monumenti e luoghi d'interesse

### Siti archeologici
Nel 1987 sono stati rinvenuti, poco fuori dal centro abitato, dei resti murari risalenti a età imperiale. Una successiva campagna di scavi operata dalla soprintendenza messinese ha identificato tali resti come riferibili a una fattoria romana; si tratta di una villa del IV-V secolo, usata verosimilmente come dimora residenziale.